# Hipismo nos Jogos Olímpicos de Verão de 2008 - CCE individual
O Concurso Completo de Equitação (CCE) individual do hipismo nos Jogos Olímpicos de Verão de 2008 se realizou entre os dias 9 e 12 de Agosto de 2008 na Arena Eqüestre de Hong Kong.

## Medalhistas
| Ouro   | GER Hinrich Romeike (Marius)      |
| Prata  | USA Gina Miles (McKinlaigh)       |
| Bronze | GBR Kristina Cook (Miners Frolic) |

## Resultados
| Pos. | Atleta               | Cavalo                  | NOC                 | Adestramento | Cross Country | Saltos | Final dos Saltos | Total  |
| ---- | -------------------- | ----------------------- | ------------------- | ------------ | ------------- | ------ | ---------------- | ------ |
|      | Hinrich Romeike      | Marius                  | GER Alemanha        | 37.40        | 12.80         | 4      | -                | 54.20  |
|      | Gina Miles           | McKinlaigh              | USA Estados Unidos  | 39.30        | 16.80         | -      | -                | 56.10  |
|      | Kristina Cook        | Miners Frolic           | GBR Grã-Bretanha    | 40.20        | 17.20         | -      | -                | 57.40  |
| 4    | Megan Jones          | Irish Jester            | AUS Austrália       | 35.40        | 15.60         | 4      | 4                | 59.00  |
| 5    | Ingrid Klimke        | Abraxxas                | GER Alemanha        | 33.50        | 17.20         | 4      | 5                | 59.70  |
| 6    | Didier Dhennin       | Ismene du Temple        | FRA França          | 42.80        | 14.00         | 3      | -                | 59.80  |
| 7    | Clayton Fredericks   | Ben Along Time          | AUS Austrália       | 37.00        | 16.40         | 4      | 4                | 61.40  |
| 8    | Andreas Dibowski     | Butts Leon              | GER Alemanha        | 39.60        | 17.60         | -      | 8                | 65.20  |
| 9    | Karin Donckers       | Gazelle de la Brasserie | BEL Bélgica         | 31.70        | 25.60         | 4      | 4                | 65.30  |
| 10   | Sonja Johnson        | Ringwould Jaguar        | AUS Austrália       | 45.20        | 13.60         | -      | 8                | 66.80  |
| 11   | Mary King            | Call Again Cavalier     | GBR Grã-Bretanha    | 38.10        | 18.00         | 8      | 4                | 68.10  |
| 12   | William Fox-Pitt     | Parkmore Ed             | GBR Grã-Bretanha    | 50.20        | 10.00         | 4      | 4                | 68.20  |
| 13   | Linda Algotsson      | Stand By Me             | SWE Suécia          | 41.50        | 22.80         | -      | 4                | 68.30  |
| 14   | Caroline Powell      | Lenamore                | NZL Nova Zelândia   | 48.00        | 21.20         | 4      | -                | 73.20  |
| 15   | Tim Lips             | Oncarlos                | NED Países Baixos   | 52.60        | 22.40         | -      | -                | 75.00  |
| 16   | Vittoria Panizzon    | Rock Model              | ITA Itália          | 50.60        | 18.40         | -      | 8                | 77.00  |
| 17   | Mark Todd            | Gandalf                 | NZL Nova Zelândia   | 49.40        | 27.20         | 1      | -                | 77.60  |
| 18   | Katrin Norling       | Pandora                 | SWE Suécia          | 52.00        | 16.00         | 5      | 8                | 81.00  |
| 19   | Pawel Spisak         | Weriusz                 | POL Polônia         | 48.70        | 34.00         | -      | -                | 82.70  |
| 20   | Eric Vigeanel        | Coronado Prior          | FRA França          | 53.00        | 26.00         | -      | 4                | 83.00  |
| 21   | Austin O'Connor      | Hobby du Mee            | IRL Irlanda         | 52.80        | 34.40         | -      | -                | 87.20  |
| 22   | Marcelo Tosi         | Super Rocky             | BRA Brasil          | 64.80        | 24.80         | -      | -                | 89.60  |
| 23   | Susanna Bordone      | Ava                     | ITA Itália          | 37.80        | 28.80         | 20     | 14               | 100.60 |
| 24   | Joe Meyer            | Snip                    | NZL Nova Zelândia   | 43.90        | 21.20         | 25     | 12               | 102.10 |
| 25   | Frank Ostholt        | Mr. Medicott            | GER Alemanha        | 44.60        | 13.20         | -      |                  |        |
| 26   | Lucinda Fredericks   | Headley Britannia       | AUS Austrália       | 30.40        | 27.20         | 2      |                  |        |
| 27   | Shane Rose           | All Luck                | AUS Austrália       | 53.30        | 9.20          | 8      |                  |        |
| 28   | Daisy Dick           | Spring Along            | GBR Grã-Bretanha    | 51.70        | 17.20         | 11     |                  |        |
| 29   | Roberto Rotatori     | Irham de Viages         | ITA Itália          | 40.00        | 22.80         | 28     |                  |        |
| 30   | Sandra Donnelly      | Buenos Aires            | CAN Canadá          | 60.20        | 24.00         | 8      |                  |        |
| 31   | Dag Albert           | Tubber Rebel            | SWE Suécia          | 65.60        | 27.60         | -      |                  |        |
| 32   | Geoffrey Curran      | Kilkishen               | IRL Irlanda         | 61.70        | 30.40         | 2      |                  |        |
| 33   | Louise Lyons         | Watership Down          | IRL Irlanda         | 57.40        | 28.40         | 9      |                  |        |
| 34   | Sharon Hunt          | Tankers Town            | GBR Grã-Bretanha    | 43.50        | 47.60         | 4      |                  |        |
| 35   | Kyle Carter          | Madison Park            | CAN Canadá          | 63.50        | 18.40         | 14     |                  |        |
| 36   | Tiziana Realini      | Gamour                  | SUI Suíça           | 48.90        | 32.80         | 16     |                  |        |
| 37   | Peter Thomsen        | The Ghost of Hamish     | GER Alemanha        | 53.30        | 45.60         | 4      |                  |        |
| 38   | Niall Griffin        | Lorgaine                | IRL Irlanda         | 50.60        | 46.40         | 12     |                  |        |
| 39   | Jeferson Moreira     | Escudeiro               | BRA Brasil          | 55.90        | 50.80         | 4      |                  |        |
| 40   | Stefano Brecciaroli  | Cappa Hill              | ITA Itália          | 50.00        | 62.00         | 4      |                  |        |
| 41   | Fabio Magni          | Southern King V         | ITA Itália          | 49.60        | 70.00         | -      |                  |        |
| 42   | Rebecca Holder       | Courageous Comet        | USA Estados Unidos  | 35.70        | 82.00         | 8      |                  |        |
| 43   | Patricia Ryan        | Fernhill Clover Mist    | IRL Irlanda         | 78.70        | 34.80         | 13     |                  |        |
| 44   | Karen O'Connor       | Mandiba                 | USA Estados Unidos  | 41.90        | 84.80         | 5      |                  |        |
| 45   | Selena O'Hanlon      | Colombo                 | CAN Canadá          | 44.10        | 76.80         | 12     |                  |        |
| 46   | Joris van Springel   | Bold Action             | BEL Bélgica         | 52.00        | 66.40         | 15     |                  |        |
| 47   | André Paro           | Land Heir               | BRA Brasil          | 59.60        | 39.20         | 35     |                  |        |
| 48   | Valery Martyshev     | Kinzhal                 | RUS Rússia          | 64.40        | 60.40         | 12     |                  |        |
| 49   | Yoshiaki Oiwa        | Gorgeous George         | JPN Japão           | 52.40        | 76.40         | 8      |                  |        |
| 50   | Heelan Tompkins      | Sugoi                   | NZL Nova Zelândia   | 55.60        | 75.20         | 8      |                  |        |
| 51   | Mike Winter          | King Pin                | CAN Canadá          | 48.90        | 76.80         | 20     |                  |        |
| 52   | Artur Spolowicz      | Wag                     | POL Polônia         | 57.00        | 74.40         | 23     |                  |        |
| 53   | Viachaslau Poita     | Energiya                | BLR Bielorrússia    | 59.10        | 75.60         | 31     |                  |        |
| 54   | Alena Tseliapushkina | Passat                  | BLR Bielorrússia    | 77.40        | 59.60         | 30     |                  |        |
| 55   | Samantha Taylor      | Livewire                | CAN Canadá          | 70.70        | 109.60        | 8      |                  |        |
| 56 ! | Samantha Albert      | Before I Do It          | JAM Jamaica         | 56.30        | 41.60         | EL     |                  |        |
| 57 ! | Peter Flarup         | Silver Ray              | DEN Dinamarca       | 53.10        | 13.20         | WD     |                  |        |
| 58 ! | Viktoria Carlerback  | Bally's Geronimo        | SWE Suécia          | 46.50        | 26.40         | WD     |                  |        |
| 59 ! | Magnus Gallerdal     | Keymaster               | SWE Suécia          | 54.60        | 13.60         | WD     |                  |        |
| 60 ! | Amy Tryon            | Poggio II               | USA Estados Unidos  | 46.50        | EL            |        |                  |        |
| 61 ! | Igor Atrohov         | Elkasar                 | RUS Rússia          | 65.20        | EL            |        |                  |        |
| 62 ! | Jaroslav Hatla       | Karla                   | CZE República Checa | 52.80        | EL            |        |                  |        |
| 63 ! | Sergio Iturriaga     | Lago Rupanco            | CHI Chile           | 63.00        | EL            |        |                  |        |
| 64 ! | Alex Hua Tian        | Chico                   | CHN China           | 49.60        | EL            |        |                  |        |
| 65 ! | Andrew Nicholson     | Lord Killinghurst       | NZL Nova Zelândia   | 44.60        | EL            |        |                  |        |
| 66 ! | Saulo Tristao        | Totsie                  | BRA Brasil          | 79.60        | EL            |        |                  |        |
| 67 ! | Jean Renaud Adde     | Haston d'Elpegere       | FRA França          | 56.90        | EL            |        |                  |        |
| 68 ! | Harald Ambros        | Quick                   | AUT Áustria         | 55.70        | WD            |        |                  |        |
| 69 ! | Nicolas Touzaint     | Galan de Sauvagere      | FRA França          | WD           |               |        |                  |        |
| 70 ! | Phillip Dutton       | Connaught               | USA Estados Unidos  | DSQ          |               |        |                  |        |

- WD: Abandonou
- EL: Eliminado